# God Christ Church
God Christ Church ist ein Buch der US-amerikanischen Theologin Marjorie Suchocki. Es ist eine Einführung in die Prozesstheologie, erschien erstmals 1982 und wurde 1989 in einer neuen und überarbeiteten Auflage veröffentlicht.

## Inhalt
Part I The Process Model

Theology in a Relational World
1. A Relational Theology
2. Sin in a Relational World
3. The Relational God

Part II God for Us

A Process Doctrine of God
1. God Revealed
2. God as Presence
3. God as Wisdom
4. God as Power

Part III Presence

God in Christ: A Process Christology
1. Jesus
2. Crucified
3. Risen

Part IV Wisdom

Christ in God: A Process Ecclesiology
1. Identity Through Faith
2. One, Holy, Apostolic Church
3. The Sacraments
4. Universality

Part V Power

The Reign of God: A Process Eschatology
1. The Reign of God
2. The Reign of God
3. „Thy Kingdom Come“

Conclusion

1. God for Us: Trinity

Appendix

## Entstehung
Das Buch wurde zwischen 1977 und 1982 für die Arbeit mit Studierenden am Pittsburgh Theological Seminary sowie für Kurse in der kirchlichen Erwachsenenbildung der Presbyterian Church geschrieben. Die zweite Auflage entstand während der Arbeit Marjorie Suchockis am Wesley Theological Seminary, Washington, D.C.

## Überblick
Die Teile II bis V des Buches lassen sich traditionellen Themenkreisen der Theologie zuordnen: Gotteslehre (II), Christologie (III), Ekklesiologie (IV) und Eschatologie (V). Ein letztes Kapitel zur Trinität (Kapitel 18) kann als Rahmenelement der Gotteslehre gelesen werden. Der erste Teil gibt grundsätzliche Auskunft über das Konzept der „Relationalen Theologie“ und die Beziehungen des Prozessdenkens zur Auffassung des Menschen und Gottes. Der Anhang (Appendix) führt in die wichtigsten Elemente der im ganzen Buch vorausgesetzten Prozessphilosophie Alfred North Whiteheads ein.

## Einzelne Themen
1. ↑  Über die Entstehung des Buches berichtet Marjorie Suchocki in den Acknowledgments der ersten Auflage (1982, XI-XII). Sie wurden ebenso wenig wie das Vorwort von John B. Cobb, Jr. (1982, VII-IX) in die Neuauflage übernommen.
2. ↑  In der ersten Auflage waren die beiden Teile des Appendix noch in den ersten Teil integriert. Sie wurden vermutlich aus Gründen der Zugänglichkeit und Übersichtlichkeit in der zweiten Auflage in einen Anhang ausgelagert.